# Szwecja na Letnich Igrzyskach Olimpijskich 1920
Szwecję na Letnich Igrzyskach Olimpijskich 1920 reprezentowało 260 zawodników w 18 dyscyplinach.

## Zdobyte medale
| Medal  | Zawodnik | Dyscyplina           | Konkurencja                                              |
| ------ | --- | -------------------- | -------------------------------------------------------- |
| Złoto  | William Petersson | Lekkoatletyka        | skok w dal                                               |
| Złoto  | Harry Stenqvist | Kolarstwo            | wyścig indywidualny na czas                              |
| Złoto  | Arvid Wallman | Skoki do wody        | wieża – skoki proste                                     |
| Złoto  | Janne Lundblad | Jeździectwo          | ujeżdżenie                                               |
| Złoto  | Helmer Mörner Åge Lundström Georg von Braun Gustaf Dyrsch | Jeździectwo          | WKKW drużynowo                                           |
| Złoto  | Claës König Hans von Rosen Daniel Norling Frank Martin | Jeździectwo          | Skoki przez przeszkody drużynowo                         |
| Złoto  | Janne Lundblad | Jeździectwo          | ujeżdżenie                                               |
| Złoto  | Gillis Grafström | Łyżwiarstwo figurowe | singiel                                                  |
| Złoto  | Magda Julin | Łyżwiarstwo figurowe | singiel                                                  |
| Złoto  | Fausto Acke Albert Andersson Arvid Andersson Helge Bäckander Bengt Bengtsson Fabian Biörck Erik Charpentier Sture Ericsson Konrad Granström Helge Gustafsson Åke Häger Sven Johnson Sven-Olof Jonsson Ture Hedman Karl Lindahl Edmund Lindmark Bengt Morberg Frans Persson Klas Särner Curt Sjöberg Gunnar Söderlindh John Sörenson Alf Svensén Gösta Törner | Gimnastyka           | ćwiczenia "szwedzkie" drużynowo                          |
| Złoto  | Gustaf Dyrssen | Pięciobój nowoczesny | singiel                                                  |
| Złoto  | Gösta Lundquist Rolf Steffenburg Gösta Bengtsson | Żeglarstwo           | klasa 30 m²                                              |
| Złoto  | Tore Holm Yngve Holm Axel Rydin Georg Tengvall | Żeglarstwo           | klasa 40 m²                                              |
| Złoto  | Hugo Johansson | Strzelectwo          | karabin wojskowy – 600 m – na leżąco – indywidualnie     |
| Złoto  | Håkan Malmrot | Pływanie             | 200 m stylem klasycznym                                  |
| Złoto  | Håkan Malmrot | Pływanie             | 200 m stylem klasycznym                                  |
| Złoto  | Carl Westergren | Zapasy               | waga średnia w stylu klasycznym                          |
| Złoto  | Claes Johansson | Zapasy               | waga półciężka w stylu klasycznym                        |
| Złoto  | Anders Larsson | Zapasy               | waga półciężka w stylu wolnym                            |
| Srebro | Gottfrid Svensson | Zapasy               | waga lekka w stylu wolnym                                |
| Srebro | Thor Henning | Pływanie             | 400 m stylem klasycznym                                  |
| Srebro | Thor Henning | Pływanie             | 400 m stylem klasycznym                                  |
| Srebro | Mauritz Eriksson | Strzelectwo          | karabin wojskowy – 600 m – na leżąco – indywidualnie     |
| Srebro | Gustaf Svensson Ragnar Svensson Percy Almstedt Erik Mellbin | Żeglarstwo           | klasa 40 m²                                              |
| Srebro | Erik de Laval | Pięciobój nowoczesny | singiel                                                  |
| Srebro | Svea Norén | Łyżwiarstwo figurowe | singiel                                                  |
| Srebro | Harry Stenqvist Ragnar Malm Axel Wilhelm Persson Sigfrid Lundberg | Kolarstwo            | wyścig indywidualny na czas                              |
| Srebro | Carl Johan Lind | Lekkoatletyka        | rzut oszczepem                                           |
| Srebro | Folke Jansson | Lekkoatletyka        | trójskok                                                 |
| Srebro | Eric Backman | Lekkoatletyka        | bieg przełajowy                                          |
| Srebro | Nils Skoglund | Skoki do wody        | wieża – skoki proste                                     |
| Srebro | Erik Adlerz | Skoki do wody        | wieża – skoki proste i złożone                           |
| Srebro | Bertil Sandström | Jeździectwo          | ujeżdżenie                                               |
| Srebro | Åge Lundström | Jeździectwo          | WKKW                                                     |
| Srebro | Anders Andersson Casimir Reuterskiöld Gunnar Gabrielsson Sigvard Hultcrantz Anders Johnsson | Strzelectwo          | pistolet dowolny – 50 m – drużynowo                      |
| Srebro | Sigvard Hultcrantz Erik Ohlsson Leon Lagerlöf Ragnar Stare Oscar Eriksson | Strzelectwo          | karabin małokalibrowy – 50 m – drużynowo                 |
| Srebro | Alfred Swahn | Strzelectwo          | biegnący jeleń – 100 m strzał pojedynczy – indywidualnie |
| Srebro | Fredric Landelius Alfred Swahn Oscar Swahn Bengt Lagercrantz Edward Benedicks | Strzelectwo          | biegnący jeleń – 100 m strzał podwójny – drużynowo       |
| Srebro | Fredric Landelius | Strzelectwo          | biegnący jeleń – 100 m strzał podwójny – indywidualnie   |
| Brąz   | Nils Engdahl | Lekkoatletyka        | bieg na 400 m                                            |
| Brąz   | Eric Backman | Lekkoatletyka        | bieg na 5000 m                                           |
| Brąz   | Sven Malm Agne Holmström William Petersson Nils Sandström | Lekkoatletyka        | sztafeta 4 × 100 m                                       |
| Brąz   | Eric Backman Gustaf Mattsson Hilding Ekman Verner Magnusson Lars Hedwall Knut Alm | Lekkoatletyka        | bieg przełajowy drużynowo                                |
| Brąz   | Eric Backman Sven Lundgren Edvin Wide Josef Holsner John Zander | Lekkoatletyka        | bieg na 3000 m drużynowo                                 |
| Brąz   | Bo Ekelund | Lekkoatletyka        | skok wzwyż                                               |
| Brąz   | Erik Abrahamsson | Lekkoatletyka        | skok w dal                                               |
| Brąz   | Erik Almlöf | Lekkoatletyka        | trójskok                                                 |
| Brąz   | Carl Johan Lind | Lekkoatletyka        | rzut ciężarem                                            |
| Brąz   | Bertil Ohlson | Lekkoatletyka        | dziesięciobój                                            |
| Brąz   | Johan Jansson | Skoki do wody        | wieża – skoki proste                                     |
| Brąz   | Ewa Olliwier | Skoki do wody        | wieża kobiety                                            |
| Brąz   | Hans von Rosen | Jeździectwo          | ujeżdżenie                                               |
| Brąz   | Carl Gustaf Lewenhaupt | Jeździectwo          | skoki przez przeszkody                                   |
| Brąz   | Carl Green Anders Mårtensson Oskar Nilsson | Jeździectwo          | woltyżerka drużynowo                                     |
| Brąz   | Gösta Runö | Pięciobój nowoczesny | singiel                                                  |
| Brąz   | Olle Ericsson Hugo Johansson Leon Lagerlöf Mauritz Eriksson Walfrid Hellman | Strzelectwo          | karabin wojskowy – 300 m – na stojąco – drużynowo        |
| Brąz   | Mauritz Eriksson Hugo Johansson Erik Blomqvist Erik Ohlsson Gustaf Adolf Jonsson | Strzelectwo          | karabin wojskowy – 600 m – na leżąco – drużynowo         |
| Brąz   | Erik Lundquist Per Kinde Fredric Landelius Alfred Swahn Karl Richter Erik Sökjer-Petersén | Strzelectwo          | strzelanie do rzutków – trap – drużynowo                 |
| Brąz   | Aina Berg Emy Machnow Carin Nilsson Jane Gylling | Pływanie             | 4 × 100 m stylem dowolnym                                |
| Brąz   | Theodor Nauman Pontus Hanson Max Gumpel Torsten Kumfeldt Vilhelm Andersson Nils Backlund Robert Andersson Erik Andersson Harald Julin Erik Bergqvist | Piłka wodna          | turniej mężczyzn                                         |
| Brąz   | Albert Pettersson | Podnoszenie ciężarów | waga średnia                                             |
| Brąz   | Erik Pettersson | Podnoszenie ciężarów | waga lekkociężka                                         |
| Brąz   | Fritiof Svensson | Zapasy               | waga piórkowa w stylu klasycznym                         |

## Skład kadry

### Gimnastyka
| Zawodnik | Konkurencja                          | Finał    | Finał   |
| Zawodnik | Konkurencja                          | Wynik    | Miejsce |
| --- | ------------------------------------ | -------- | ------- |
| Fausto Acke, Albert Andersson, Karl Arvid Andersson, Helge Bäckander, Bengt Bengtsson, Fabian Biörck, Erik Charpentier, Sture Ericsson, Konrad Granström, Helge Gustafsson, Åke Häger, Ture Hedman, Sven Johnson, Sven-Olof Jonsson, Karl Lindahl, Edmund Lindmark, Bengt Morberg, Frans Persson, Klas Särner, Curt Sjöberg, Gunnar Söderlindh, John Sörenson, Alf Svensén, Gösta Törner | wielobój drużynowo w systemie wolnym | 1363,833 | złoto   |

### Hokej na lodzie
Reprezentacja mężczyzn
| - Wilhelm Arwe - Eric Burman - Seth Howander - Abbe Jansson - Georg Johansson - Einar Lindqvist |  | - Einar Lundell - Hansjacob Mattsson - Nils Molander - David Säfwenberg - Einar Svensson |

#### Turniej o złoty medal
Ćwierćfinał
|  | Szwecja | 8:0 | Belgia |  |

|  |  |  |  |  |

Półfinał
|  | Szwecja | 5:0 | Francja |  |

|  |  |  |  |  |

Finał
| 26 kwietnia 1920 | Kanada | 12:1 | Szwecja |  |

|  |  |  |  |  |

#### Turniej o srebrny medal
Półfinał
|  | Stany Zjednoczone | 7:0 | Szwecja |  |

|  |  |  |  |  |

#### Turniej o brązowy medal
Półfinał
|  | Szwecja | 4:0 | Szwajcaria |  |

|  |  |  |  |  |

Finał
|  | Czechosłowacja | 1:0 | Szwecja |  |

|  |  |  |  |  |

Reprezentacja Szwecji ostatecznie zajęła 4. miejsce.

### Jeździectwo
| Konkurencja              | Zawodnik                 | Koń            | Finał           | Finał           |
| Konkurencja              | Zawodnik                 | Koń            | Wynik           | Poz.            |
| ------------------------ | ------------------------ | -------------- | --------------- | --------------- |
| Ujeżdżenie indywidualnie | Janne Lundblad           | Uno            | 27,9375         | złoto           |
| Ujeżdżenie indywidualnie | Bertil Sandström         | Sabel          | 26,3125         | srebro          |
| Ujeżdżenie indywidualnie | Hans von Rosen           | Running Sister | 25,1250         | brąz            |
| Ujeżdżenie indywidualnie | Wilhelm von Essen        | Nomeg          | 24,8750         | 4.              |
| Ujeżdżenie indywidualnie | Gustaf Adolf Boltenstern | Iron           | Dyskwalifikacja | Dyskwalifikacja |

| Konkurencja         | Zawodnik                                               | Koń                            | Finał        | Finał   | Finał |
| Konkurencja         | Zawodnik                                               | Koń                            | Punkty karne | Miejsce |       |
| ------------------- | ------------------------------------------------------ | ------------------------------ | ------------ | ------- | ----- |
| Skoki indywidualnie | Carl Gustaf Lewenhaupt                                 | Mon Coeur                      | 4,0          | brąz    |       |
| Skoki indywidualnie | Lars von Stockenström                                  | Reward                         | 6,0          | 5.      |       |
| Skoki indywidualnie | Åge Lundström                                          | Eros                           | 9,75         | 14.     |       |
| Skoki indywidualnie | Gustaf Kilman                                          | Irving                         | 10,00        | 15.     |       |
| Skoki indywidualnie | Nils Åkerblöm                                          | Heikki                         | 19,50        | 23.     |       |
| Skoki indywidualnie | Allan Ekman                                            | Tagore                         | 21,50        | 24.     |       |
| Skoki drużynowo     | Claës König Hans von Rosen Daniel Norling Frank Martin | Tresor Poor Boy Eros II Kohort | 14,00        | złoto   |       |

| Konkurencja        | Zawodnik                                                  | Koń       | 50 km               | 20 km                    | Skoki                    | Razem                    | Pozycja                  |
| ------------------ | --------------------------------------------------------- | --------- | ------------------- | ------------------------ | ------------------------ | ------------------------ | ------------------------ |
| WKKW indywidualnie | Helmer Mörner                                             | Germania  | 900,00              | 555,00                   | 320,00                   | 1175,00                  | złoto                    |
| WKKW indywidualnie | Åge Lundström                                             | Ysra      | 900,00              | 570,00                   | 268,75                   | 1738,75                  | srebro                   |
| WKKW indywidualnie | Georg von Braun                                           | Diana     | 870,00              | 630,00                   | 43,75                    | 1543,75                  | 8.                       |
| WKKW indywidualnie | Gustaf Dyrsch                                             | Salamis   | 600,00              | Nie ukończył konkurencji | Nie ukończył konkurencji | Nie ukończył konkurencji | Nie ukończył konkurencji |
| WKKW drużynowo     | Helmer Mörner Åge Lundström Georg von Braun Gustaf Dyrsch | jak wyżej | punktacja jak wyżej | punktacja jak wyżej      | punktacja jak wyżej      | 5057,50                  | złoto                    |

| Konkurencja              | Zawodnik                                   | Finał                    | Finał                    |
| Konkurencja              | Zawodnik                                   | Wynik                    | Poz.                     |
| ------------------------ | ------------------------------------------ | ------------------------ | ------------------------ |
| woltyżerka indywidualnie | Carl Green                                 | 20,500                   | 13.                      |
| woltyżerka indywidualnie | Anders Mårtensson                          | 20,250                   | 15.                      |
| woltyżerka indywidualnie | Oskar Nilsson                              | 18,666                   | 16.                      |
| woltyżerka indywidualnie | Fredrik Nilsson                            | 14,916                   | 5.                       |
| woltyżerka indywidualnie | Herman Kristoffersson                      | Nie ukończył konkurencji | Nie ukończył konkurencji |
| woltyżerka drużynowo     | Carl Green Anders Mårtensson Oskar Nilsson | 59,416                   | brąz                     |

### Kolarstwo

#### Kolarstwo szosowe
| Konkurencja                    | Zawodnik                                                | Czas       | Pozycja |
| ------------------------------ | ------------------------------------------------------- | ---------- | ------- |
| jazda indywidualna na czas (m) | Harry Stenqvist                                         | 4:40:01,8  | złoto   |
| jazda indywidualna na czas (m) | Karl Malm                                               | 4:46:22,0  | 7.      |
| jazda indywidualna na czas (m) | Axel Persson                                            | 4:53:43,6  | 12.     |
| jazda indywidualna na czas (m) | Sigfrig Lundberg                                        | 5:03:02,6  | 22.     |
| jazda drużynowa na czas (m)    | Harry Stenqvist Karl Malm Axel Persson Sigfrig Lundberg | 19:23:10,0 | srebro  |

### Lekkoatletyka
Konkurencje biegowe
| Konkurencja                 | Zawodnik                                                  | Eliminacje | Eliminacje | Ćwierćfinał   | Ćwierćfinał   | Półfinał           | Półfinał           | Finał              | Finał              |
| Konkurencja                 | Zawodnik                                                  | Wynik      | Miejsce    | Wynik         | Miejsce       | Wynik              | Miejsce            | Wynik              | Miejsce            |
| --------------------------- | --------------------------------------------------------- | ---------- | ---------- | ------------- | ------------- | ------------------ | ------------------ | ------------------ | ------------------ |
| 100 m                       | Erik Lindvall                                             | b.d        | 3.         | Nie awansował | Nie awansował | Nie awansował      | Nie awansował      | Nie awansował      | Nie awansował      |
| 100 m                       | Nils Sandström                                            | b.d        | 5.         | Nie awansował | Nie awansował | Nie awansował      | Nie awansował      | Nie awansował      | Nie awansował      |
| 100 m                       | Sven Malm                                                 | b.d        | 5.         | Nie awansował | Nie awansował | Nie awansował      | Nie awansował      | Nie awansował      | Nie awansował      |
| 100 m                       | Agne Holmström                                            | b.d        | 4.         | Nie awansował | Nie awansował | Nie awansował      | Nie awansował      | Nie awansował      | Nie awansował      |
| 200 m                       | Agne Holmström                                            | 23,3       | 2.         | 22,5          | 5.            | Nie awansował      | Nie awansował      | Nie awansował      | Nie awansował      |
| 200 m                       | Sven Krokström                                            | 23,8       | 1.         | 23,6          | 4.            | Nie awansował      | Nie awansował      | Nie awansował      | Nie awansował      |
| 200 m                       | Nils Sandström                                            | 23,6       | 2.         | 23,3          | 4.            | Nie awansował      | Nie awansował      | Nie awansował      | Nie awansował      |
| 200 m                       | Sven Malm                                                 | 23,3       | 3.         | Nie awansował | Nie awansował | Nie awansował      | Nie awansował      | Nie awansował      | Nie awansował      |
| 400 m                       | Tolly Bolin                                               | 52,6       | 3.         | Nie awansował | Nie awansował | Nie awansował      | Nie awansował      | Nie awansował      | Nie awansował      |
| 400 m                       | Sven Krokström                                            | 51,6       | 3.         | Nie awansował | Nie awansował | Nie awansował      | Nie awansował      | Nie awansował      | Nie awansował      |
| 400 m                       | Nils Engdahl                                              | 50,6       | 2.         | 50,4          | 1.            | 49,6               | 1.                 | 49,9               | brąz               |
| 400 m                       | Eric Sundblad                                             | 52,0       | 1.         | 51,4          | 3.            | 52,0               | 6.                 | Nie awansował      | Nie awansował      |
| 800 m                       | Elis Johansson                                            | b.d        | 5.         |               |               | Nie awansował      | Nie awansował      | Nie awansował      | Nie awansował      |
| 800 m                       | Tolly Bolin                                               | 1:57,8     | 3.         |               |               | 1:57,5             | 4.                 | Nie awansował      | Nie awansował      |
| 800 m                       | Nils Engdahl                                              | b.d        | 5.         |               |               | Nie awansował      | Nie awansował      | Nie awansował      | Nie awansował      |
| 800 m                       | Sven Lundgren                                             | 2:00,6     | 1.         |               |               | 1:58,1             | 4.                 | Nie awansował      | Nie awansował      |
| 1500 m                      | Edvin Wide                                                |            |            |               |               | 4:03,8             | 4.                 | Nie awansował      | Nie awansował      |
| 1500 m                      | Sven Lundgren                                             |            |            |               |               | 4:07,0             | 1.                 | 4:06,3             | 5.                 |
| 1500 m                      | John Zander                                               |            |            |               |               | 4:08,1             | 1.                 | Nie ukończył biegu | Nie ukończył biegu |
| 1500 m                      | Fritz Kiölling                                            |            |            |               |               | 4:14,8             | 4.                 | Nie awansował      | Nie awansował      |
| 5000 m                      | Rudolf Falk                                               |            |            |               |               | 15:17,8            | 1.                 | b.d                | 11.                |
| 5000 m                      | Nils Bergström                                            |            |            |               |               | 15:39,4            | 4.                 | b.d                | 10.                |
| 5000 m                      | Emanuel Lundström                                         |            |            |               |               | 16:04,2            | 4.                 | b.d                | 13.                |
| 5000 m                      | Eric Backman                                              |            |            |               |               | 15:34,0            | 2.                 | 15:13,0            | brąz               |
| 10 000 m                    | Verner Magnusson                                          |            |            |               |               | 34:49,2            | 6.                 | Nie awansował      | Nie awansował      |
| 10 000 m                    | Eric Backman                                              |            |            |               |               | 32:48,5            | 2.                 | Nie ukończył biegu | Nie ukończył biegu |
| 10 000 m                    | Nils Bergström                                            |            |            |               |               | 33:38,0            | 6.                 | Nie awansował      | Nie awansował      |
| 3000 m z przeszkodami       | Lars Hedwall                                              |            |            |               |               | 10:43,5            | 2.                 | 10:42,2            | 7.                 |
| 3000 m z przeszkodami       | Gustaf Mattsson                                           |            |            |               |               | 10:22,6            | 2.                 | 10:32,1            | 4.                 |
| 3000 m z przeszkodami       | Josef Holsner                                             |            |            |               |               | Nie ukończył biegu | Nie ukończył biegu | Nie awansował      | Nie awansował      |
| 110 m przez płotki          | Georg Lindström                                           |            |            | 15,9          | 3.            | Nie awansował      | Nie awansował      | Nie awansował      | Nie awansował      |
| 110 m przez płotki          | Gösta Holmér                                              |            |            | b.d           | 3.            | Nie awansował      | Nie awansował      | Nie awansował      | Nie awansował      |
| 110 m przez płotki          | Göran Hultin                                              |            |            | b.d           | 2.            | b.d                | 6.                 | Nie awansował      | Nie awansował      |
| 110 m przez płotki          | Carl-Axel Christiernsson                                  |            |            | b.d           | 2.            | 15,2               | 3.                 | 15,3               | 6.                 |
| 400 m przez płotki          | Gösta Bladin                                              |            |            | 57,7          | 2.            | 56,5               | 4.                 | Nie awansował      | Nie awansował      |
| 400 m przez płotki          | Georg Lindström                                           |            |            | 59,1          | 3.            | Nie awansował      | Nie awansował      | Nie awansował      | Nie awansował      |
| 400 m przez płotki          | Carl-Axel Christiernsson                                  |            |            | 56,4          | 1.            | 55,7               | 2.                 | 55,4               | 5.                 |
| sztafeta 4 × 100 m mężczyzn | Agne Holmström William Petersson Sven Malm Nils Sandström |            |            |               |               | 43,4               | 1.                 | 42,8               | brąz               |
| sztafeta 4 × 400 m mężczyzn | Sven Krokström Sven Malm Eric Sundblad Nils Engdahl       |            |            |               |               | 3:46,4             | 3.                 | 3:24,3             | 5.                 |
| bieg 3000 m drużynowo       | Sven Lundgren John Zander Eric Backman Edvin Wide         |            |            |               |               | 12 pkt             | 2.                 | 24 pkt             | brąz               |
| maraton                     | Gustav Kinn                                               |            |            |               |               |                    |                    | 2:49:10,4          | 17.                |
| maraton                     | Rudolf Wåhlin                                             |            |            |               |               |                    |                    | 2:59:23,0          | 23.                |
| maraton                     | William Grüner                                            |            |            |               |               |                    |                    | 3:01:48,0          | 28.                |
| maraton                     | Hans Schuster                                             |            |            |               |               |                    |                    | Nie ukończył biegu | Nie ukończył biegu |
| bieg przełajowy             | Eric Backman                                              |            |            |               |               |                    |                    | 27:17,6            | srebro             |
| bieg przełajowy             | Gustaf Mattsson                                           |            |            |               |               |                    |                    | 28:16,0            | 10.                |
| bieg przełajowy             | Hilding Ekman                                             |            |            |               |               |                    |                    | 28:17,0            | 11.                |
| bieg przełajowy             | Verner Magnusson                                          |            |            |               |               |                    |                    | b.d                | 13.                |
| bieg przełajowy             | Lars Hedwall                                              |            |            |               |               |                    |                    | b.d                | 24.                |
| bieg przełajowy             | Knut Alm                                                  |            |            |               |               |                    |                    | b.d                | 30.                |
| bieg przełajowy drużynowo   | Eric Backman Gustaf Mattsson Hilding Ekman                |            |            |               |               |                    |                    | 23 pkt             | brąz               |

Konkurencje techniczne
| Konkurencja    | Zawodnik          | Eliminacje                    | Eliminacje                    | Finał              | Finał              |
| Konkurencja    | Zawodnik          | Wynik                         | Miejsce                       | Wynik              | Miejsce            |
| -------------- | ----------------- | ----------------------------- | ----------------------------- | ------------------ | ------------------ |
| skok w dal     | William Petersson | 6,94                          | 1.                            | 7,15               | złoto              |
| skok w dal     | Erik Abrahamsson  | 6,86                          | 2.                            | 7,08               | brąz               |
| skok w dal     | Rolf Franksson    | 6,73                          | 4.                            | 6,73               | 6.                 |
| skok w dal     | Gösta Bladin      | 6,57                          | 9.                            | Nie awansował      | Nie awansował      |
| trójskok       | Erik Almlöf       | 14,19                         | 2.                            | 14,27              | brąz               |
| trójskok       | Folke Jansson     | 14,16                         | 3.                            | 14,48              | srebro             |
| trójskok       | Ivar Sahlin       | 13,86                         | 5.                            | 14,175             | 4.                 |
| trójskok       | Sven Runström     | 13,63                         | 10.                           | Nie awansował      | Nie awansował      |
| skok wzwyż     | Bo Ekelund        | 1,80                          | 1.                            | 1,90               | brąz               |
| skok wzwyż     | Einar Thulin      | 1,80                          | 1.                            | 1,80               | 7.                 |
| skok wzwyż     | Hans Jagenburg    | 1,80                          | 1.                            | 1,75               | 9.                 |
| skok wzwyż     | Thorvig Svahn     | 1,80                          | 1.                            | 1,75               | 9.                 |
| skok o tyczce  | Ernfrid Rydberg   | 3,60                          | 1.                            | 3,60               | 5.                 |
| skok o tyczce  | Georg Högström    | 3,60                          | 1.                            | 3,50               | 8.                 |
| skok o tyczce  | John Mattsson     | 3,60                          | 1.                            | 3,50               | 9.                 |
| skok o tyczce  | Lars Erik Tirén   | Nie zaliczył żadnej wysokości | Nie zaliczył żadnej wysokości | Nie sklasyfikowany | Nie sklasyfikowany |
| pchnięcie kulą | Einar Nilsson     | 13,735                        | 5.                            | 13,87              | 5.                 |
| pchnięcie kulą | Bertil Jansson    | 13,27                         | 9.                            | Nie awansował      | Nie awansował      |
| pchnięcie kulą | Erik Blomqvist    | 11,935                        | 16.                           | Nie awansował      | Nie awansował      |
| rzut dyskiem   | Oscar Zallhagen   | 40,16                         | 5.                            | 41,07              | 4.                 |
| rzut dyskiem   | Allan Eriksson    | 39,41                         | 6.                            | 39,41              | 6.                 |
| rzut młotem    | Carl Johan Lind   | 48,00                         | 3.                            |                    | .                  |
| rzut młotem    | Malcolm Svensson  | 47,29                         | 4.                            |                    | .                  |
| rzut młotem    | Nils Linde        | 44,885                        | 7.                            | Nie awansował      | Nie awansował      |
| rzut młotem    | Robert Olsson     | 44,19                         | 10.                           | Nie awansował      | Nie awansował      |
| rzut oszczepem | Gunnar Lindström  | 60,52                         | 4.                            | 60,52              | 6.                 |
| rzut oszczepem | Erik Blomqvist    | 58,18                         | 7.                            | 58,18              | 8.                 |
| rzut oszczepem | Hugo Lilliér      | 56,77                         | 10.                           | 56,77              | 10.                |
| rzut oszczepem | Elof Lindström    | 51,53                         | 13.                           | Nie awansował      | Nie awansował      |
| rzut ciężarem  | Carl Johan Lind   | 10,255                        | 3.                            | 10,255             | brąz               |
| rzut ciężarem  | Malcolm Svensson  | 9,45                          | 5.                            | 9,455              | 5.                 |
| rzut ciężarem  | Nils Linde        | 8,635                         | 11.                           | Nie awansował      | Nie awansował      |
| rzut ciężarem  | Robert Olsson     | 8,555                         | 12.                           | Nie awansował      | Nie awansował      |

| Zawodnik               | Konkurencje   | Konkurencje                | Wyniki | Punkty   | Miejsce |
| ---------------------- | ------------- | -------------------------- | ------ | -------- | ------- |
| Bertil Ohlson          | pięciobój     | skok w dal                 | 6,270  | 9        | 9.      |
| Bertil Ohlson          | pięciobój     | rzut oszczepem             | 39,80  | 1        | 1.      |
| Bertil Ohlson          | pięciobój     | Bieg na 200 m              | 23,6   | 5        | 5.      |
| Bertil Ohlson          | pięciobój     | rzut dyskiem               | 43,68  | 12       | 12.     |
| Bertil Ohlson          | pięciobój     | Bieg na 1500 m             | 4:42,8 | 3        | 3.      |
| Bertil Ohlson          | pięciobój     | Finał                      |        | 30       | 7.      |
| Axel-Erik Gyllenstolpe | pięciobój     | skok w dal                 | 6,415  | 6        | 6.      |
| Axel-Erik Gyllenstolpe | pięciobój     | rzut oszczepem             | 33,50  | 10       | 10.     |
| Axel-Erik Gyllenstolpe | pięciobój     | Bieg na 200 m              | 24,2   | 12       | 12.     |
| Axel-Erik Gyllenstolpe | pięciobój     | rzut dyskiem               | 49,88  | 7        | 7.      |
| Axel-Erik Gyllenstolpe | pięciobój     | Bieg na 1500 m             | –      | –        | –       |
| Axel-Erik Gyllenstolpe | pięciobój     | Finał                      |        | 35       | 9.      |
| Carl-Enock Svensson    | pięciobój     | skok w dal                 | 5,895  | 14       | 14.     |
| Carl-Enock Svensson    | pięciobój     | rzut oszczepem             | 32,15  | 11       | 11.     |
| Carl-Enock Svensson    | pięciobój     | Bieg na 200 m              | 23,8   | 7        | 7.      |
| Carl-Enock Svensson    | pięciobój     | rzut dyskiem               | 50,43  | 6        | 6.      |
| Carl-Enock Svensson    | pięciobój     | Bieg na 1500 m             | –      | –        | –       |
| Carl-Enock Svensson    | pięciobój     | Finał                      |        | 38       | 11.     |
| Evert Nilsson          | pięciobój     | skok w dal                 | 6,20   | 12       | 12.     |
| Evert Nilsson          | pięciobój     | rzut oszczepem             | 34,63  | 8        | 8.      |
| Evert Nilsson          | pięciobój     | Bieg na 200 m              | 24,2   | 12       | 12.     |
| Evert Nilsson          | pięciobój     | rzut dyskiem               | 50,85  | 5        | 5.      |
| Evert Nilsson          | pięciobój     | Bieg na 1500 m             | –      | –        | –       |
| Evert Nilsson          | pięciobój     | Finał                      |        | 37       | 10.     |
| Bertil Ohlson          | dziesięciobój | bieg 100 m                 | 12,0   | 666,8    | 7.      |
| Bertil Ohlson          | dziesięciobój | skok w dal                 | 6,435  | 714,575  | 2.      |
| Bertil Ohlson          | dziesięciobój | pchnięcie kulą             | 11,07  | 573      | 10.     |
| Bertil Ohlson          | dziesięciobój | skok wzwyż                 | 1,65   | 608      | 4.      |
| Bertil Ohlson          | dziesięciobój | bieg 400 m                 | 55,0   | 744,32   | 6.      |
| Bertil Ohlson          | dziesięciobój | rzut dyskiem               | 37,78  | 717,66   | 1.      |
| Bertil Ohlson          | dziesięciobój | bieg na 110 m przez płotki | 17,0   | 810,0    | 7.      |
| Bertil Ohlson          | dziesięciobój | skok o tyczce              | 3,30   | 649      | 2.      |
| Bertil Ohlson          | dziesięciobój | rzut oszczepem             | 39,89  | 419,475  | 8.      |
| Bertil Ohlson          | dziesięciobój | bieg na 1500 m             | 4:50,6 | 677,2    | 5.      |
| Bertil Ohlson          | dziesięciobój | Finał                      |        | 6580,030 | brąz    |
| Gösta Holmér           | dziesięciobój | bieg 100 m                 | 11,8   | 714,4    | 5.      |
| Gösta Holmér           | dziesięciobój | skok w dal                 | 5,920  | 588,400  | 15.     |
| Gösta Holmér           | dziesięciobój | pchnięcie kulą             | 11,06  | 572      | 11.     |
| Gösta Holmér           | dziesięciobój | skok wzwyż                 | 1,70   | 678      | 2.      |
| Gösta Holmér           | dziesięciobój | bieg 400 m                 | 56,5   | 687,92   | 16.     |
| Gösta Holmér           | dziesięciobój | rzut dyskiem               | 34,82  | 605,18   | 6.      |
| Gösta Holmér           | dziesięciobój | bieg na 110 m przez płotki | 16,6   | 848,0    | 4.      |
| Gösta Holmér           | dziesięciobój | skok o tyczce              | 3,20   | 595      | 5.      |
| Gösta Holmér           | dziesięciobój | rzut oszczepem             | 47,62  | 632,050  | 5.      |
| Gösta Holmér           | dziesięciobój | bieg na 1500 m             | 5:01,6 | 611,2    | 10.     |
| Gösta Holmér           | dziesięciobój | Finał                      |        | 6532,150 | 4.      |
| Axel-Erik Gyllenstolpe | dziesięciobój | bieg 100 m                 | 12,0   | 666,8    | 7.      |
| Axel-Erik Gyllenstolpe | dziesięciobój | skok w dal                 | 6,350  | 693,75   | 3.      |
| Axel-Erik Gyllenstolpe | dziesięciobój | pchnięcie kulą             | 10,69  | 535      | 14.     |
| Axel-Erik Gyllenstolpe | dziesięciobój | skok wzwyż                 | 1,65   | 608      | 4.      |
| Axel-Erik Gyllenstolpe | dziesięciobój | bieg 400 m                 | 55,8   | 714,24   | 12.     |
| Axel-Erik Gyllenstolpe | dziesięciobój | rzut dyskiem               | 33,65  | 560,72   | 8.      |
| Axel-Erik Gyllenstolpe | dziesięciobój | bieg na 110 m przez płotki | 16,8   | 829,0    | 5.      |
| Axel-Erik Gyllenstolpe | dziesięciobój | skok o tyczce              | 2,90   | 433      | 10.     |
| Axel-Erik Gyllenstolpe | dziesięciobój | rzut oszczepem             | 49,31  | 678,525  | 1.      |
| Axel-Erik Gyllenstolpe | dziesięciobój | bieg na 1500 m             | 5:01,4 | 612,4    | 9.      |
| Axel-Erik Gyllenstolpe | dziesięciobój | Finał                      |        | 6331,435 | 8.      |
| Evert Nilsson          | dziesięciobój | bieg 100 m                 | 12,2   | 619,2    | 17.     |
| Evert Nilsson          | dziesięciobój | skok w dal                 | 5,670  | 527,150  | 19.     |
| Evert Nilsson          | dziesięciobój | pchnięcie kulą             | 11,39  | 605      | 6.      |
| Evert Nilsson          | dziesięciobój | skok wzwyż                 | 1,75   | 748      | 1.      |
| Evert Nilsson          | dziesięciobój | bieg 400 m                 | 55,7   | 718,00   | 9.      |
| Evert Nilsson          | dziesięciobój | rzut dyskiem               | 34,77  | 603,28   | 7.      |
| Evert Nilsson          | dziesięciobój | bieg na 110 m przez płotki | 20,0   | 525,0    | 16.     |
| Evert Nilsson          | dziesięciobój | skok o tyczce              | 3,40   | 703      | 1.      |
| Evert Nilsson          | dziesięciobój | rzut oszczepem             | 49,28  | 677,70   | 2.      |
| Evert Nilsson          | dziesięciobój | bieg na 1500 m             | 4:45,6 | 707,2    | 1.      |
| Evert Nilsson          | dziesięciobój | Finał                      |        | 6433,53  | 5.      |

### Łyżwiarstwo figurowe
| Zawodnik         | Konkurencja | Wynik | Pozycja |
| Nota             | Pozycja     | Nota  | Pozycja |
| ---------------- | ----------- | ----- | ------- |
| Magda Julin      | Solistki    | 12,0  | złoto   |
| Svea Norén       | Solistki    | 12,5  | srebro  |
| Gillis Grafström | Soliści     | 7,0   | złoto   |
| Ulrich Salchow   | Soliści     | 25,5  | 4.      |

### Pięciobój nowoczesny
| Zawodnik       | Konkurencja   | Strzelanie | Strzelanie | Strzelanie | Pływanie | Pływanie | Pływanie | Szermierka | Szermierka | Szermierka | Jazda konna | Jazda konna | Jazda konna | Bieg przełajowy | Bieg przełajowy | Bieg przełajowy | Suma punktów | Pozycja |
| Zawodnik       | Konkurencja   | Wynik      | M.         | Punkty     | Czas     | M.       | Punkty   | Wygrane    | M.         | Punkty     | Czas        | M.          | Punkty      | Czas            | M.              | Punkty          | Suma punktów | Pozycja |
| -------------- | ------------- | ---------- | ---------- | ---------- | -------- | -------- | -------- | ---------- | ---------- | ---------- | ----------- | ----------- | ----------- | --------------- | --------------- | --------------- | ------------ | ------- |
| Gustaf Dyrssen | indywidualnie | 164        | 6.         | 6          | 5:41,6   | 2.       | 2        | b.d        | 2.         | 2          | 10:52,2     | 6.          | 6           | 14:17,3         | 2.              | 2               | 18           | złoto   |
| Erik de Laval  | indywidualnie | 181        | 1.         | 1          | 6:47,8   | 13.      | 13       | b.d        | 5.         | 5          | 9:35,2      | 1.          | 1           | 14:58,3         | 3.              | 3               | 23           | srebro  |
| Gösta Runö     | indywidualnie | 171        | 4.         | 4          | 4:35,8   | 1.       | 1        | b.d        | 16.        | 16         | 10:32,0     | 5.          | 5           | 14:09,4         | 1.              | 1               | 27           | brąz    |
| Bengt Uggla    | indywidualnie | 133        | 13.        | 13         | 5:51,0   | 5.       | 5        | b.d        | 10.        | 10         | 12:24,0     | 13.         | 13          | 15:02,3         | 5.              | 5               | 46           | 4.      |

### Piłka nożna
Reprezentacja mężczyzn
| - Robert Zander - Valdus Lund - Fritjof Hillén - Bertil Nordenskjöld - Ragnar Wicksell - Karl Gustafsson |  | - Albert Öijermark - Rune Bergström - Albert Olsson - Herbert Carlsson - Albin Dahl - Mauritz Sandberg |

#### Turniej główny
Pierwsza runda
| 28 sierpnia 1920 | Szwecja | 9:06:0 | Grecja | Olympisch Stadion, Antwerpia |
|                  |         |        |        |                              |

Ćwierćfinał
| 29 sierpnia 1920 | Holandia | 5:4 pd.2:3, 4:4, 4:4 | Szwecja | Olympisch Stadion, Antwerpia |
|                  |          |                      |         |                              |

#### Turniej o srebrny i brązowy medal
I runda
| 1 września 1920 | Hiszpania | 2:10:1 | Szwecja | Stadion aan de Broodstraat, Antwerpia |
|                 |           |        |         |                                       |

### Piłka wodna
- Reprezentacja mężczyzn

| - Harald Julin - Robert Andersson - Vilhelm Andersson - Erik Bergqvist - Max Gumpel |  | - Pontus Hanson - Erik Andersson - Nils Backlund - Theodor Nauman - Torsten Kumfeldt |

Turniej główny

#### 1/8 finału
| 22 sierpnia 1920 | Szwecja | 11:0 | Czechosłowacja |  |
|                  |         |      |                |  |

#### Ćwierćfinał
| 24 sierpnia 1920 | Szwecja | 7:3 | Brazylia |  |
|                  |         |     |          |  |

#### Półfinał
| 26 sierpnia 1912 | Belgia | 5:3 | Szwecja |  |
|                  |        |     |         |  |

#### Półfinał o brązowy medal
| 28 sierpnia 1920 | Szwecja | 9:1 | Holandia |  |
|                  |         |     |          |  |

#### Finał
| 29 sierpnia 1920 | Szwecja | 5:0 | Stany Zjednoczone |  |
|                  |         |     |                   |  |

Reprezentacja Szwecji zdobyła brązowy medal.

### Pływanie
Mężczyźni
| Konkurencja        | Zawodnik                                             | Eliminacje | Eliminacje | Półfinał      | Półfinał      | Finał                | Finał                |
| Konkurencja        | Zawodnik                                             | Czas       | Miejsce    | Czas          | Miejsce       | Czas                 | Miejsce              |
| ------------------ | ---------------------------------------------------- | ---------- | ---------- | ------------- | ------------- | -------------------- | -------------------- |
| 100 m dowolnym     | Orvar Trolle                                         | 1:07,8     | 3.         | b.d           | 5.            | Nie awansował        | Nie awansował        |
| 400 m dowolnym     | Arne Borg                                            | b.d        | 4.         | Nie awansował | Nie awansował | Nie awansował        | Nie awansował        |
| 1500 m dowolnym    | Arne Borg                                            | 23:54,4    | 3.         | b.d           | 4.            | Nie awansował        | Nie awansował        |
| 1500 m dowolnym    | Frans Möller                                         | 27:42,0    | 3.         | Nie awansował | Nie awansował | Nie awansował        | Nie awansował        |
| 100 m grzbietowym  | Per Holmström                                        | 1:26,0     | 4.         |               |               | Nie awansował        | Nie awansował        |
| 200 m klasycznym   | Per Cederblom                                        | 3:12,2     | 2.         | 3:14,6        | 2.            | Nie ukończył wyścigu | Nie ukończył wyścigu |
| 200 m klasycznym   | Olle Dickson                                         | 3:16,0     | 1.         | b.d           | 4.            | Nie awansował        | Nie awansował        |
| 200 m klasycznym   | Håkan Malmrot                                        | 3:04,0     | 1.         | 3:09,0        | 1.            | 3:04,4               | złoto                |
| 200 m klasycznym   | Thor Henning                                         | 3:12,8     | 1.         | 3:16,0        | 3.            | 3:09,2               | srebro               |
| 400 m klasycznym   | Thor Henning                                         | 6:46,2     | 1.         | 6:45,0        | 2.            | 6:45,2               | srebro               |
| 400 m klasycznym   | Håkan Malmrot                                        | 6:49,0     | 1.         | 6:44,8        | 1.            | 6:31,8               | złoto                |
| 400 m klasycznym   | Per Cederblom                                        | 7:14,0     | 2.         | 7:05,6        | 2.            | b.d                  | 5.                   |
| 400 m klasycznym   | Olle Dickson                                         | 7:12,0     | 1.         | 6:59,0        | 4.            | Nie awansował        | Nie awansował        |
| 4 × 200 m dowolnym | Robert Andersson Frans Möller Orvar Trolle Arne Borg |            |            | 10:54,4       | 3.            | 10:50,2              | 4.                   |

Kobiety
| Konkurencja        | Zawodnik                                         | Eliminacje | Eliminacje | Półfinał | Półfinał | Finał          | Finał          |
| Konkurencja        | Zawodnik                                         | Czas       | Miejsce    | Czas     | Miejsce  | Czas           | Miejsce        |
| ------------------ | ------------------------------------------------ | ---------- | ---------- | -------- | -------- | -------------- | -------------- |
| 100 m dowolnym     | Aina Berg                                        | b.d        | 5.         |          |          | Nie awansowała | Nie awansowała |
| 100 m dowolnym     | Carin Nilsson                                    | b.d        | 6.         |          |          | Nie awansowała | Nie awansowała |
| 100 m dowolnym     | Jane Gylling                                     | 1:25,6     | 2.         |          |          | b.d            | 6.             |
| 300 m dowolnym     | Carin Nilsson                                    | 5:07,0     | 3.         |          |          | Nie awansowała | Nie awansowała |
| 300 m dowolnym     | Jane Gylling                                     | 5:04,8     | 3.         |          |          | b.d            | 6.             |
| 300 m dowolnym     | Aina Berg                                        | 5:29,6     | 3.         |          |          | Nie awansowała | Nie awansowała |
| 4 × 100 m dowolnym | Aina Berg Emy Machnow Carin Nilsson Jane Gylling |            |            |          |          | 5:43,6         | brąz           |

### Podnoszenie ciężarów
| Konkurencja      | Zawodnik          | Wynik    | Pozycja |
| ---------------- | ----------------- | -------- | ------- |
| waga piórkowa    | Gustav Eriksson   | 192,5 kg | 6.      |
| waga lekka       | Carl Olofsson     | 220 kg   | 5.      |
| waga średnia     | Albert Pettersson | 235 kg   | brąz    |
| waga lekkociężka | Erik Pettersson   | 267,5 kg | brąz    |
| waga lekkociężka | Erik Carlsson     | 262,5 kg | 4.      |
| waga ciężka      | Otto Brunn        | 250 kg   | 5.      |

### Skoki do wody
Mężczyźni
| Konkurencja              | Zawodnik        | Eliminacje | Eliminacje | Finał         | Finał         |       |         |
| Konkurencja              | Zawodnik        | Wynik      | Pozycja    | Wynik         | Pozycja       | Wynik | Pozycja |
| ------------------------ | --------------- | ---------- | ---------- | ------------- | ------------- | ----- | ------- |
| wieża 10 m               | Nils Skoglund   | 153,0      | 1.         | 183,0         | srebro        |       |         |
| wieża 10 m               | Arvid Wallman   | 175,5      | 1.         | 183,5         | złoto         |       |         |
| wieża 10 m               | Erik Adlerz     | 177,0      | 2.         | 173,0         | 4.            |       |         |
| wieża 10 m               | John Jansson    | 171,5      | 1.         | 175,0         | brąz          |       |         |
| trampolina 3m            | Gunnar Ekstrand | 560,85     | 3.         | 559,25        | 5.            |       |         |
| trampolina 3m            | Oscar Dose      | 543,70     | 4.         | Nie awansował | Nie awansował |       |         |
| trampolina 3m            | Gustaf Blomgren | 614,00     | 1.         | 587,05        | 4.            |       |         |
| trampolina 3m            | John Jansson    | 549,70     | 3.         | 544,75        | 6.            |       |         |
| skoki standard i dowolne | Yngve Johnson   | 445,80     | 1.         | 424,00        | 5.            |       |         |
| skoki standard i dowolne | Gunnar Ekstrand | 402,80     | 4.         | Nie awansował | Nie awansował |       |         |
| skoki standard i dowolne | Erik Adlerz     | 468,50     | 1.         | 495,40        | srebro        |       |         |
| skoki standard i dowolne | Gustaf Blomgren | 468,10     | 2.         | 453,80        | 4.            |       |         |

Kobiety
| Konkurencja   | Zawodnik        | Eliminacje | Eliminacje | Finał          | Finał          |
| Konkurencja   | Zawodnik        | Wynik      | Pozycja    | Wynik          | Pozycja        |
| ------------- | --------------- | ---------- | ---------- | -------------- | -------------- |
| trampolina 3m | Karin Leiditz   | 147,0      | 5.         | Nie awansowała | Nie awansowała |
| trampolina 3m | Selma Andersson | 143,0      | 6.         | Nie awansowała | Nie awansowała |
| trampolina 3m | Ewa Olliwier    | 152,0      | 1.         | 166,0          | brąz           |
| trampolina 3m | Märta Adlerz    | 136,5      | 7.         | Nie awansowała | Nie awansowała |

### Strzelectwo
| Konkurencja                                   | Zawodnik                                                                                    | Finał | Finał   |
| Konkurencja                                   | Zawodnik                                                                                    | Wynik | Pozycja |
| --------------------------------------------- | ------------------------------------------------------------------------------------------- | ----- | ------- |
| pistolet dowolny indywidualnie                | Anders Andersson                                                                            | 467   | 6.      |
| pistolet dowolny indywidualnie                | Casimir Reuterskiöld                                                                        | 464   | 8.      |
| pistolet dowolny indywidualnie                | Gunnar Gabrielsson                                                                          | 460   | b.d     |
| pistolet dowolny indywidualnie                | Sigvard Hultcrantz                                                                          | 450   | b.d     |
| pistolet dowolny indywidualnie                | Anders Johnson                                                                              | 448   | b.d     |
| pistolet dowolny drużynowo                    | Anders Andersson Casimir Reuterskiöld Gunnar Gabrielsson Sigvard Hultcrantz Anders Johnsson | 2289  | srebro  |
| karabin małokalibrowy stojąc 50 m             | Sigvard Hultcrantz                                                                          | 382   | b.d     |
| karabin małokalibrowy stojąc 50 m             | Erik Ohlsson                                                                                | 381   | b.d     |
| karabin małokalibrowy stojąc 50 m             | Leon Lagerlöf                                                                               | 375   | b.d     |
| karabin małokalibrowy stojąc 50 m             | Oscar Eriksson                                                                              | 370   | b.d     |
| karabin małokalibrowy stojąc 50 m             | Ragnar Stare                                                                                | 365   | b.d     |
| karabin małokalibrowy 50 m stojąc drużynowo   | Sigvard Hultcrantz Erik Ohlsson Leon Lagerlöf Oscar Eriksson Ragnar Stare                   | 1873  | srebro  |
| karabin dowolny 3 postawy                     | Mauritz Eriksson                                                                            | 974   | 7.      |
| karabin dowolny 3 postawy                     | Hugo Johansson                                                                              | 961   | b.d     |
| karabin dowolny 3 postawy                     | Erik Blomqvist                                                                              | 924   | b.d     |
| karabin dowolny 3 postawy                     | Viktor Knutsson                                                                             | 896   | b.d     |
| karabin dowolny 3 postawy                     | Leon Lagerlöf                                                                               | 836   | b.d     |
| karabin dowolny 3 postawy drużynowo           | Mauritz Eriksson Hugo Johansson Erik Blomqvist Viktor Knutsson Leon Lagerlöf                | 4591  | 6.      |
| karabin wojskowy 300 m leżąc                  | Erik Blomqvist                                                                              | 58    | 6.      |
| karabin wojskowy 300 m leżąc                  | Mauritz Eriksson                                                                            | 58    | 6.      |
| karabin wojskowy 300 m leżąc                  | Hugo Johansson                                                                              | 58    | 6.      |
| karabin wojskowy 300 m leżąc                  | Ture Holmberg                                                                               | 57    | b.d     |
| karabin wojskowy 300 m leżąc                  | Gustaf Adolf Jonsson                                                                        | 57    | b.d     |
| karabin wojskowy leżąc 300 m drużynowo        | Hugo Johansson Mauritz Eriksson Erik Blomqvist Ture Holmberg Werner Jernström               | 281   | 5.      |
| karabin wojskowy stojąc 300 m drużynowo       | Olle Ericsson Walfrid Hellman Mauritz Eriksson Hugo Johansson Leon Lagerlöf                 | 255   | brąz    |
| karabin wojskowy 600 m leżąc                  | Hugo Johansson                                                                              | 59    | złoto   |
| karabin wojskowy 600 m leżąc                  | Mauritz Eriksson                                                                            | 59    | srebro  |
| karabin wojskowy 600 m leżąc                  | Erik Blomqvist                                                                              | 58    | 5.      |
| karabin wojskowy 600 m leżąc                  | Erik Ohlsson                                                                                | 57    | 8.      |
| karabin wojskowy 600 m leżąc                  | Gustaf Adolf Jonsson                                                                        | 54    | b.d     |
| karabin wojskowy leżąc 600 m drużynowo        | Mauritz Eriksson Hugo Johansson Erik Blomqvist Erik Ohlsson Gustaf Adolf Jonsson            | 275   | brąz    |
| karabin wojskowy leżąc 300 i 600 m drużynowo  | Erik Blomqvist Mauritz Eriksson Hugo Johansson Bror Andreasson Gustaf Adolf Jonsson         | 558   | 6.      |
| runda pojedyncza – sylwetka jelenia           | Alfred Swahn                                                                                | 41    | srebro  |
| runda pojedyncza – sylwetka jelenia           | Fredric Landelius                                                                           | 39    | 6.      |
| runda pojedyncza – sylwetka jelenia           | Oscar Swahn                                                                                 | 37    | 8.      |
| runda podwójna – sylwetka jelenia             | Fredric Landelius                                                                           | 77    | srebro  |
| runda pojedyncza – sylwetka jelenia drużynowo | Alfred Swahn Per Kinde Bengt Lagercrantz Oscar Swahn Karl Larsson                           | 153   | 4.      |
| runda podwójna – sylwetka jelenia drużynowo   | Fredric Landelius Alfred Swahn Oscar Swahn Bengt Lagercrantz Edward Benedicks               | 336   | srebro  |
| trap drużynowo                                | Erik Lundquist Per Kinde Fredric Landelius Alfred Swahn Karl Richter Erik Sökjer-Petersén   | 500   | brąz    |

### Szermierka
| Konkurencja          | Zawodnik                                                 | 1 runda | 1 runda | Ćwierćfinał | Ćwierćfinał   | Półfinały | Półfinały     | Finał | Finał          | Pozycja        |
| Konkurencja          | Zawodnik                                                 | Przeciwnik | Wynik   | Przeciwnik | Wynik         | Przeciwnik | Wynik         | Przeciwnik | Wynik          | Pozycja        |
| -------------------- | -------------------------------------------------------- | --- | ------- | --- | ------------- | --- | ------------- | --- | -------------- | -------------- |
| szpada indywidualnie | Gustaf Lindblom                                          | Félix Goblet d’Alviella João Sassetti Jan Černohorský Roger Ducret S. Antonidas John Blake Willem van Blijenburgh Ivan Osiier Paolo Thaon           |         | Otakar Švorčík Georges Trombert Jorge de Paiva Adrianus de Jong Louis Moreau Charles Delporte Tullio Bozza Joseph De Craecker Poul Rasmussen Roland Willoughby                  |               | William Russell António Mascarenhas Frédéric Dubourdieu Georges Casanova Charles Delporte Armand Massard Alexandre Lippmann Fernand de Montigny Dino Urbani Fernando Correia Ejnar Levison |               | Armand Massard Alexandre Lippmann Ernest Gevers Georges Casanova António Mascarenhas Gustave Buchard Abelardo Olivier Louis Moreau Charles Delporte Félix Goblet d’Alviella Jorge de Paiva |                | 9.             |
| szpada indywidualnie | Bertil Uggla                                             | Jan van der Wiel António Mascarenhas Evangelos Skotidas Maurice Dewee Roland Willoughby Kay Schrøder Frédéric Fitting                               |         | Nie awansował | Nie awansował | Nie awansował | Nie awansował | Nie awansował | Nie awansował  | Nie awansował  |
| szpada indywidualnie | Hans Törnblom                                            | Fernando Correia Victor Boin Ejnar Levison Wouter Brouwer Abelardo Olivier John Dimond Georges Trombert                                             |         | Nie awansował | Nie awansował | Nie awansował | Nie awansował | Nie awansował | Nie awansował  | Nie awansował  |
| szpada indywidualnie | Nils Hellsten                                            | Otakar Švorčík Rui Mayer Joseph De Craecker Alexandre Lippmann Eugène Empeyta Martin Holt Georg Hegner Vasilios Zarkadis                            |         | Alexandre Lippmann Georges Casanova Ejnar Levison Fernand de Montigny Dino Urbani Henrique da Silveira Victor Boin Wouter Brouwer Edouard Fitting Robin Dalglish                |               | Ernest Gevers Georges Trombert Félix Goblet d’Alviella Louis Moreau Abelardo Olivier Jorge de Paiva Henry Breckinridge Gustave Buchard Adrianus de Jong Maurice Dewee João Sassetti        |               | Nie awansował | Nie awansował  | Nie awansował  |
| szpada indywidualnie | Knut Enell                                               | Tullio Bozza Henri Wijnoldy-Daniëls Aage Berntsen William Russell Gustave Buchard Léon Tom George Burt                                              |         | Nie awansował | Nie awansował | Nie awansował | Nie awansował | Nie awansował | Nie awansował  | Nie awansował  |
| szpada indywidualnie | Einar Råberg                                             | Henry Breckinridge Charles Delporte Josef Jungmann Jorge de Paiva Aldo Boni Salomon Zeldenrust Charles Notley Louis Moreau                          | P       | Nie awansował | Nie awansował | Nie awansował | Nie awansował | Nie awansował | Nie awansował  | Nie awansował  |
| szpada indywidualnie | David Warholm                                            | Fernand de Montigny Vilém Tvrzský Adrianus de Jong Henrique da Silveira Giovanni Canova Georges Casanova Ronald Campbell Henri Jacquet              |         | Nie awansował | Nie awansował | Nie awansował | Nie awansował | Nie awansował | Nie awansował  | Nie awansował  |
| szpada indywidualnie | Carl Gripenstedt                                         | Josef Javůrek Poul Rasmussen Edouard Fitting Ernest Gevers Frédéric Dubourdieu Frederico Paredes Louis Delaunoij Raymond Dutcher Robert Montgomerie |         | Abelardo Olivier Fernando Correia Josef Jungmann Armand Massard Henry Breckinridge Félix Goblet d’Alviella Ahmed Hassanein Rui Mayer Henri Wijnoldy-Daniëls Frédéric Dubourdieu |               | Nie awansował | Nie awansował | Nie awansował | Nie awansował  | Nie awansował  |
| szpada drużynowo     | Nils Hellsten Gustaf Lindblom Bertil Uggla David Warholm | |         | |               | Belgia · Portugalia · Włochy · Holandia · Dania |               | Nie awansowali | Nie awansowali | Nie awansowali |
| floret indywidualnie | Gustaf Lindblom                                          | |         | Nedo Nadi Vilém Tvrzský Salomon Zeldenrust Millard Bloomer Charles Pape Harry Evan James Georges Trombert Kay Schrøder                                                          |               | Nie awansował | Nie awansował | Nie awansował | Nie awansował  | Nie awansował  |
| floret indywidualnie | Nils Hellsten                                            | |         | Aldo Nadi Ivan Osiier Emile Dufrane Roland Willoughby Josef Jungmann Lionel Bony de Castellane                                                                                  | P             | Nie awansował | Nie awansował | Nie awansował | Nie awansował  | Nie awansował  |
| floret indywidualnie | Hans Törnblom                                            | |         | Abelardo Olivier Marcel Cuypers Josef Javůrek Georg Hegner Adrianus de Jong Joseph Parker Robert Montgomerie Marcel Perrot                                                      |               | Nie awansował | Nie awansował | Nie awansował | Nie awansował  | Nie awansował  |
| floret indywidualnie | Knut Enell                                               | |         | František Dvořák Pietro Speciale Philippe Cattiau Marcel Berré Philip Doyne Jan van der Wiel                                                                                    |               | Abelardo Olivier Pietro Speciale Félix Vigeveno André Labatut Jean Verbrugghe |               | Nie awansował | Nie awansował  | Nie awansował  |

### Tenis ziemny
| Konkurencja | Zawodnik                           | 1 runda                                   | 2 runda                                         | 3 runda                                              | Ćwierćfinały                                     | Półfinały                       | Finał                           | Miejsce |
| Konkurencja | Zawodnik                           | Przeciwnik Wynik                          | Przeciwnik Wynik                                | Przeciwnik Wynik                                     | Przeciwnik Wynik                                 | Przeciwnik Wynik                | Przeciwnik Wynik                | Miejsce |
| ----------- | ---------------------------------- | ----------------------------------------- | ----------------------------------------------- | ---------------------------------------------------- | ------------------------------------------------ | ------------------------------- | ------------------------------- | ------- |
| Singiel (m) | Jarl Malmström                     |                                           | Ladislav Žemla W 3:1 (4:6,6:2,6:3,7:5)          | Charles Simon W 3:0 (2:6,2:6,0:6)                    | Louis Raymond P 0:3 (3:6,1:6,1:6)                | Nie awansował                   | Nie awansował                   | 5.      |
| Singiel (m) | Carl Eric von Braun                | Alberto Bonacossa W 3:1 (4:6,6:1,7:5,6:2) | Albert Lammens P 0:3 (2:6,1:6,1:6)              | Nie awansował                                        | Nie awansował                                    | Nie awansował                   | Nie awansował                   | 17.     |
| Singiel (m) | Fritz Lindqvist                    | José Fernández P 1:3 (6:0,2:6,3:6,2:6)    | Nie awansował                                   | Nie awansował                                        | Nie awansował                                    | Nie awansował                   | Nie awansował                   | 32.     |
| Singiel (m) | Henning Müller                     | Max Woosnam P 1:3 (6:3,1:6,3:6,3:6)       | Nie awansował                                   | Nie awansował                                        | Nie awansował                                    | Nie awansował                   | Nie awansował                   | 32.     |
| debel (m)   | Henning Müller Olle Andersson      |                                           |                                                 | Conrad Langaard Jack Nielsen P 1:3 (1:6,8:6,1:6,4:6) | Nie awansowali                                   | Nie awansowali                  | Nie awansowali                  | 9.      |
| debel (m)   | Jarl Malmström Carl Eric von Braun |                                           | Jean Washer Albert Lammens P 0:3 (2:6,4:6,3:6)  | Nie awansował                                        | Nie awansował                                    | Nie awansował                   | Nie awansował                   | 17.     |
| singiel (k) | Sigrid Fick                        |                                           |                                                 | Caroline Dahl W 2:0 (7:5,6:2)                        | Anne de Borman W 2:0 (6:4,6:8)                   | Suzanne Lenglen P 0:2 (0:6,1:6) | Kathleen McKane P 0:2 (2:6,0:6) | 4.      |
| singiel (k) | Lily Strömberg                     |                                           |                                                 | Elsebeth Brehm W 2:0 (7:5,6:3)                       | Suzanne Lenglen P 0:2 (0:6,0:6)                  | Nie awansowała                  | Nie awansowała                  | 5.      |
| singiel (k) | Margareta Lindberg                 |                                           | Rosetta Gagliardi P 0:1 (0:6,krecz)             | Nie awansowała                                       | Nie awansowała                                   | Nie awansowała                  | Nie awansowała                  | 15.     |
| debel (k)   | Sigrid Fick Lily Strömberg         |                                           |                                                 |                                                      | Suzanne Lenglen Élisabeth d’Ayen P 0:2 (4:6,3:6) | Nie awansowała                  | Nie awansowała                  | 5.      |
| mikst       | Lily Strömberg Jarl Malmström      |                                           |                                                 |                                                      | Amory Hansen Erik Tegner P 1:2 (6:0,1:6,2:6)     | Nie awansowali                  | Nie awansowali                  | 5.      |
| mikst       | Sigrid Fick Fritz Lindqvist        |                                           | Élisabeth d’Ayen Fernand Hirsch P 0:2 (4:6,2:6) | Nie awansowali                                       | Nie awansowali                                   | Nie awansowali                  | Nie awansowali                  | 14.     |

### Wioślarstwo
| Konkurencja           | Zawodnik                                                              | Runda 1 | Runda 1 | Ćwierćfinał | Ćwierćfinał | Półfinał      | Półfinał      | Finał          | Finał          | Pozycja        |
| Konkurencja           | Zawodnik                                                              | Czas    | M.      | Czas        | M.          | Czas          | M.            | Czas           | M.             | Pozycja        |
| --------------------- | --------------------------------------------------------------------- | ------- | ------- | ----------- | ----------- | ------------- | ------------- | -------------- | -------------- | -------------- |
| Jedynka               | Nils Ljunglöf                                                         |         |         | 7:49,6      | 2.          | Nie awansował | Nie awansował | Nie awansował  | Nie awansował  | Nie awansował  |
| Czwórka ze sternikiem | John Lager Nestor Östergren Axel Eriksson Gunnar Lager Gösta Eriksson |         |         |             |             | 7:12,0        | 2.            | Nie awansowali | Nie awansowali | Nie awansowali |

### Zapasy
| Konkurencja                   | Zawodnik          | 1/16 finału            | 1/8 finału            | Ćwierćfinał           | Półfinał                           | Finał             | Miejsce       |
| Konkurencja                   | Zawodnik          | Przeciwnik Wynik       | Przeciwnik Wynik      | Przeciwnik Wynik      | Przeciwnik Wynik                   | Przeciwnik Wynik  | Miejsce       |
| ----------------------------- | ----------------- | ---------------------- | --------------------- | --------------------- | ---------------------------------- | ----------------- | ------------- |
| styl klasyczny waga piórkowa  | Gottfrid Svensson |                        | Enrico Porro p        | Nie awansował         | Nie awansował                      | Nie awansował     | Nie awansował |
| styl klasyczny waga piórkowa  | Fritiof Svensson  |                        | Svend Jensen W        | Oskari Friman p       | Sander Boumans W                   | Aage Torgensen W  | brąz          |
| styl klasyczny waga lekka     | Gustaf Nilsson    |                        | Richard Frydenlund p  | Nie awansował         | Nie awansował                      | Nie awansował     | Nie awansował |
| styl klasyczny waga lekka     | Holger Lindberg   | Johannes Nolten W      | Frithjof Andersen p   | Nie awansował         | Nie awansował                      | Nie awansował     | Nie awansował |
| styl klasyczny waga średnia   | Calle Westergren  | Johannes Eillebrecht W | Michel Dechmann W     | Emiel Vanderleenden W | Matti Perttilä W                   | Arthur Lindfors W | złoto         |
| styl klasyczny waga średnia   | Carl Fältström    |                        | Giuseppe Gorletti W   | Matti Perttilä p      | Nie awansował                      | Nie awansował     | Nie awansował |
| styl klasyczny waga półciężka | Claes Johanson    |                        | Edil Rosenqvist W     | Johannes Eriksen W    | Axel Tetens W                      | Jan Sint W        | złoto         |
| styl klasyczny waga półciężka | Sven Ohlsson      | Marcel Douvinet W      | Frank Maichle p       | Nie awansował         | Nie awansował                      | Nie awansował     | Nie awansował |
| styl klasyczny waga ciężka    | Anders Ahlgren    |                        | Barend Bonneveld W    | Harald Vassbotten W   | Jaap Sjouwerman W Edward Willkie P | Adolf Lindfors p  | .             |
| styl klasyczny waga ciężka    | Ernst Nilsson     |                        | Eduard Van Den Bril W | Jaap Sjouwerman p     | Nie awansował                      | Nie awansował     | Nie awansował |
| styl wolny waga lekka         | Gottfrid Svensson |                        | George Metropoulos W  | George MacKenzie W    | Herbert Wright W                   | Kalle Anttila p   | srebro        |
| styl wolny waga średnia       | Otto Borgström    | Wolny los              | Dimitrios Wergos W    | Angus Frantz p        | Nie awansował                      | Nie awansował     | Nie awansował |
| styl wolny waga średnia       | Gottfrid Lindgren | Wolny los              | Gudmund Grimstad p    | Nie awansował         | Nie awansował                      | Nie awansował     | Nie awansował |
| styl wolny waga półciężka     | Anders Larsson    |                        | François Meyer W      | Johan Gallén W        | Walter Maurer W                    | Charles Courant W | złoto         |
| styl wolny waga ciężka        | Ernst Nilsson     |                        |                       | Archie MacDonald W    | Nat Pendleton p                    | Fred Meyer X      | –             |

### Żeglarstwo
| Zawodnik                                                    | Konkurencja | Wyścig           | Wyścig            | Wyścig             | Punkty | Finałowa pozycja |
| Zawodnik                                                    | Konkurencja | Wyścig I miejsce | Wyścig II miejsce | Wyścig III miejsce | Punkty | Finałowa pozycja |
| ----------------------------------------------------------- | ----------- | ---------------- | ----------------- | ------------------ | ------ | ---------------- |
| Gösta Lundqvist Rolf Steffenburg Gösta Bengtsson            | klasa 30 m² | 1.               | 1.                |                    | 2      | złoto            |
| Tore Holm Yngve Holm Axel Rydin Georg Tengwall              | klasa 40 m² | Dyskwalifikacja  | 1.                | 1.                 | 2      | złoto            |
| Gustaf Svensson Ragnar Svensson Percy Almstedt Erik Mellbin | klasa 40 m² | Dyskwalifikacja  | 2.                | 2.                 | 4      | srebro           |